# Ormstjärnen
Ormstjärnen är en sjö i Orsa kommun i Dalarna och ingår i Dalälvens huvudavrinningsområde. Sjön har en area på 0,169 kvadratkilometer och ligger 531 meter över havet. Sjön avvattnas av vattendraget Ormvasslan.

## Delavrinningsområde
Ormstjärnen ingår i det delavrinningsområde (680953-143952) som SMHI kallar för Mynnar i Ämån. Medelhöjden är 544 meter över havet och ytan är 16,42 kvadratkilometer. Det finns inga avrinningsområden uppströms utan avrinningsområdet är högsta punkten. Ormvasslan som avvattnar avrinningsområdet har biflödesordning 4, vilket innebär att vattnet flödar genom totalt 4 vattendrag innan det når havet efter 366 kilometer. Avrinningsområdet består mestadels av skog (64 procent) och sankmarker (32 procent). Avrinningsområdet har 0,17 kvadratkilometer vattenytor vilket ger det en sjöprocent på 1 procent.